# 1. deild islandzka w piłce nożnej (1964)
Sezon 1964 był 53. sezonem o mistrzostwo Islandii. Drużyna KR nie obroniła tytułu mistrzowskiego, zdobył go natomiast zespół Keflavík, zdobywając piętnaście punktów w dziesięciu meczach. W tym sezonie po raz pierwszy zdobywca pucharu Islandii uzyskiwał kwalifikację do Pucharu Zdobywców Pucharów. Po sezonie spadł zajmujący ostatnie miejsce zespół Þróttur Reykjavík.

## Drużyny
Po sezonie 1963 z ligi spadł zespół ÍBA Akureyri, z 2. deild awansowała natomiast drużyna Þróttur Reykjavík wobec czego do sezonu 1964 ponownie przystąpiło sześć zespołów.
| Uczestnicy poprzedniej edycji                                                                                 | Uczestnicy poprzedniej edycji | Uczestnicy poprzedniej edycji | Uczestnicy poprzedniej edycji |
| --- | ----------------------------- | ----------------------------- | ----------------------------- |
| KRE | KR                            | 1                             |                               |
| ÍA | Akraness                      | 2                             |                               |
| VAL | Valur                         | 3                             |                               |
| FRA | Fram                          | 4                             |                               |
| ÍBK | Keflavík                      | 5                             |                               |
| Awans z 2. deild                                                                                              |                               |                               |                               |
| ÞRR | Þróttur Reykjavík             | 1                             |                               |
| Oznaczenia: - kolumna pierwsza – skróty nazw drużyn, - kolumna trzecia – miejsce zajęte w poprzednim sezonie. |                               |                               |                               |

## Tabela
| Lp. | Drużyna               | M  | Z | R | P | Bramki | Bramki | Różn. | Pkt      | Uwagi                                    |
| --- | --------------------- | -- | - | - | - | ------ | ------ | ----- | -------- | ---------------------------------------- |
| 1   | Keflavík (M)          | 10 | 6 | 3 | 1 | 25     | 13     | +12   | 15       | Puchar Europy • Runda wstępna            |
| 2   | Akraness              | 10 | 6 | 0 | 4 | 27     | 21     | +6    | 12\|\|\| |                                          |
| 3   | KR                    | 10 | 4 | 3 | 3 | 16     | 15     | +1    | 11       | Puchar Zdobywców Pucharów • 1/16 finału1 |
| 4   | Valur                 | 10 | 3 | 2 | 5 | 19     | 24     | −5    | 8\|\|\|  |                                          |
| 5   | Fram                  | 10 | 2 | 3 | 5 | 16     | 20     | −4    | 7        | baraż o utrzymanie                       |
| 5   | Þróttur Reykjavík (S) | 10 | 2 | 3 | 5 | 14     | 24     | −10   | 7        | baraż o utrzymanie                       |

## Wyniki
| Gospodarz \ Gość  | ÍA  | FRA | ÍBK | KRE | VAL | ÞRR |
| Akraness          |     | 1:4 | 1:3 | 4:2 | 3:1 | 3:1 |
| Fram              | 2:3 |     | 0:0 | 0:0 | 0:0 | 1:0 |
| Keflavík          | 2:0 | 6:5 |     | 1:1 | 5:1 | 0:0 |
| KR                | 1:4 | 1:0 | 3:2 |     | 0:1 | 4:0 |
| Valur             | 3:1 | 7:3 | 1:4 | 1:2 |     | 2:2 |
| Þróttur Reykjavík | 2:7 | 2:1 | 1:2 | 2:2 | 4:2 |     |

Źródło: Knattspyrnusamband Íslands (isl.)
Objaśnienia:
1Drużyna gospodarzy jest wymieniona po lewej stronie tabeli.
Kolory: zielony – zwycięstwo gospodarzy, żółty – remis, różowy – zwycięstwo gości.

## Baraż o utrzymanie
Z uwagi na równą liczbę punktów po zakończeniu sezonu, o utrzymaniu w 1. deild w sezonie 1964 zadecydował bezpośredni mecz pomiędzy dwoma ostatnimi zespołami – drużyną Fram i Þróttur Reykjavík. Mecz wygrał pierwszy zespół i zapewnił sobie grę w 1. deild w sezonie 1965, natomiast drużyna Þróttur Reykjavík zaczęła sezon 1965 w 2. deild.
| 19 września 1964 | Fram | 4:1Raport | Þróttur Reykjavík | Laugardalsvöllur |
|                  |      |           |                   |                  |

## Najlepsi strzelcy
| Bramki | Strzelcy              | Drużyna           |
| ------ | --------------------- | ----------------- |
| 10     | Eyleifur Hafsteinsson | Akraness          |
| 9      | Hermann Gunnarsson    | Valur             |
| 8      | Ellert B. Schram      | KR                |
| 7      | Haukur Þórvaldsson    | Þróttur Reykjavík |